# Big Easy : Le Flic de mon cœur
Pour plus de détails, voir Fiche technique et Distribution.
Big Easy : Le Flic de mon cœur (The Big Easy) est un film policier américain de Jim McBride sorti en 1986 au Festival international du film de Rio de Janeiro et en salles en 1987.
Il a inspiré une série télévisée dérivée, Flic de mon cœur (The Big Easy), diffusée en 1996–1997.

## Synopsis
Issu d'une famille où les hommes sont tous membres du New Orleans Police Department, le lieutenant McSwain  est un bon inspecteur mais quelque peu arrangeant avec la loi. Lors d'une enquête sur le meurtre  d'un voyou, il tombe amoureux de la substitute du procureur Osborne chargée de l'affaire et découvre un groupe de flics vraiment corrompus dont un proche.

## Fiche technique
- Titre original : The Big Easy
- Titre français : Big Easy : Le Flic de mon cœur ; The Big Easy (ressortie)
- Réalisation : Jim McBride
- Scénario : Daniel Petrie Jr.
- Photographie : Affonso Beato
- Musique : Brad Fiedel
- Production : Stephen J. Friedman, Jack Baran, Tony Tagliere
- Société de production : Kings Road Entertainment
- Société de distribution : Columbia Pictures
- Pays de production :  États-Unis
- Langue : Anglais
- Format : Couleur - 35 mm - 1,85:1 - son stéréo
- Genre : Comédie dramatique, comédie romantique et comédie policière
- Durée : 102 min
- Dates de sortie : 
  - Brésil : 27 novembre 1986 (Festival international du film de Rio de Janeiro)
  - États-Unis : 21 août 1987
  - France : 25 juin 1987

## Distribution
- Dennis Quaid (V.F. : Michel Vigné) : le lieutenant Remy McSwain
- Ellen Barkin (V.F. : Anne Jolivet) : Anne Osborne
- Ned Beatty (V.F. : André Valmy) : le capitaine Jack Kellom
- John Goodman (V.F. : William Sabatier) : André DeSoto
- Lisa Jane Persky (V.F. : Françoise Dasque) : McCabe
- Ebbe Roe Smith (V.F. : Dominique Collignon-Maurin) : Ed Dodge
- Tom O'Brien (V.F. : Éric Baugin) : Bobby McSwain
- Grace Zabriskie (V.F. : Évelyne Séléna) : Mama McSwain
- Charles Ludlam (V.F. : Pierre Baton) : Lamar Parmentel
- Eliott Keener (V.F. : Roger Lumont) : George Joel
- Marc Lawrence : Vinnie « Le Canon » DiMoti
- Gailard Sartain (V.F. : Antoine Marin) : Chef Paul
- Robert Lesser : « Silky » Foster

## Musique
Outre Dennis Quaid lui même qui a signé les paroles de "Closer to you"  qu´il interprète, de nombreux artistes louisianais ont participé à la bande originale du film.
Ainsi, Zachary Richard (Colinda), les Neville brothers, BeauSoleil et Professor Longhair sont aux nombres des artistes participants à la BO.
Après une séquence au tribunal présidée par Jim Garrisson, Ellen Barkin / Anne Osborne court sur Iko Iko, chanson de La Nouvelle-Orléans, interprétée par The Dixie Cups.
Dewey Balfa et sa fille Christine apparaissent lorsque Dennis Quaid / Remy McSwain interprète la chanson "You Use To Call Me " de Clifton Chenier. Ils sont crédités au générique sous l´intitulé  Band at Mama´s Party "The Dewey Balfa Band".

## Distinctions

### Récompenses
- Festival du film policier de Cognac 1987 : Grand prix
- Festival international du film de Valladolid 1987 : meilleur acteur pour Dennis Quaid

- Independent Spirit Awards 1988 : meilleur acteur pour Dennis Quaid
- Sant Jordi Awards 1988 : meilleure actrice étrangère (Mejor Actriz Extranjera) pour Ellen Barkin

### Nominations
- Artios Awards 1988 : meilleure distribution pour un film dramatique pour Lynn Stalmaster et David Rubin
- Prix Edgar-Allan-Poe 1988 : meilleur scénario de film pour Daniel Petrie Jr.
- Independent Spirit Awards 1988 : meilleur réalisateur pour Jim McBride et meilleur long-métrage pour Stephen J. Friedman

## Autour du film
- « The Big Easy » est le surnom populaire de La Nouvelle-Orléans qui sert de décor au film.
- Jim Garrisson, célèbre pour avoir investigué sur l´assassinat de John Fitzgerald Kennedy, interprète son propre rôle de juge dans le film. Il est crédité dans la bande annonce.